# Kacey Barnfield
 (septembre 2010).
Si vous disposez d'ouvrages ou d'articles de référence ou si vous connaissez des sites web de qualité traitant du thème abordé ici, merci de compléter l'article en donnant les références utiles à sa vérifiabilité et en les liant à la section « Notes et références ».
Kacey Louisa Barnfield, née le 14 janvier 1988 à Enfield, Londres, est une actrice britannique.

## Carrière d'actrice
Kacey a commencé sa carrière à 9 ans quand elle apparait dans des publicités et au théâtre. En 2001, Kacey remporte le rôle intimidateur de Maddie Gilks dans Grange Hill.
Kacey a fait quelques apparitions de 2004 à 2007 dans la série The Bill où elle incarne Chloé et Kelly.
Elle obtient ensuite le rôle de Yukino dans Popcorn avec Jadi Alber et Jack Ryder. Elle est également apparue dans Dreamteam.
Elle apparait de temps à autre dans la série Les Boloss : Loser attitude où elle incarne Katie, la sœur ainée de Neil.
Elle joue Crystal Waters dans Resident Evil: Afterlife (2010), son premier vrai film sur grand écran réalisé par Paul W.S. Anderson mettant en vedette Milla Jovovich et Ali Larter.
Elle apparaîtra dans le film Tekken 2 où elle interprétera le rôle de Nina Williams (qui n'était pas interprété par elle au premier volet). 
Elle est apparue dans quelques téléfilms (Lake Placid 3, Roadkill (film)) et dans des publicités. 
Elle apparaitra dans le film Les Boloss adapté de la série télévisée Les Boloss : Loser attitude où elle incarne de nouveau Katie.
Vers fin 2010, l'acteur/réalisateur David Arquette (Scream) l'a prise comme l'un des rôles principaux dans son nouveau film Glutton qui devrait sortir fin 2011 voire début 2012 mettant Patricia Arquette, Abraham Benrubi et elle-même en vedette. Son rôle est inconnu pour le moment.

## Filmographie

### Cinéma
- 2007 : Popcorn : Yukino
- 2010 : Resident Evil 4 : Afterlife : Crystal Waters
- 2013 : I Spit on Your Grave 2 : Sharon
- 2014 : Green Street 3: Never Back down : Molly
- 2014 : Skinny Buddha : Janet
- 2014 : Bayou Tales : Neilson
- 2014 : Flim: The Movie : Maresi De la mer
- 2014 : Enchanting the Mortals : Ashley
- 2015 : Neron : Allison Dunn
- 2015 : Seeking Dolly Parton : Charlie
- 2015 : Welcome to Curiosity : Martine
- 2015 : World War Dead: Rise of the Fallen : Amanda

### Télévision
- 2001-2005 : Grange Hill (Série TV) : Maddie Gilks
- 2003 : Dreamteam (Série TV) : Leannie
- 2004 et 2007 : The Bill (Série TV) : Chloé Fox / Kelly Burgess
- 2007 : Casualty (Série TV) : Claudie Waters
- 2009-2010 : Les Boloss : Loser attitude (Série TV) : Katie Sutherland
- 2010 : Lake Placid 3 (Téléfilm) : Ellie
- 2011 : Roadkill (Téléfilm) : Kate
- 2011 : Jabberwock (Téléfilm) : Anabel
- 2013 : Massholes (Série TV) : Vicky